# Caroline Flack
Caroline Louise Flack (Londra, 9 novembre 1979 – Londra, 15 febbraio 2020) è stata una conduttrice televisiva britannica.
Popolare volto televisivo nel Regno Unito — in particolare come presentatrice di reality show — divenne nota anche per le relazioni con uomini molto più giovani di lei, come il cantante Harry Styles e il tennista Lewis Burton, dal quale fu denunciata nel 2019 per aggressione. 
Si è suicidata nel febbraio 2020 all'età di 40 anni, dopo esser venuta a sapere che il processo a suo carico sarebbe iniziato nonostante la remissione della denuncia.

## Televisione
- Bo' Selecta! (2002, 2004; Channel 4)
- The Games: Live at Trackside (2005; Channel 4)
- When Games Attack (2005; Bravo)
- TMi (2006-2008; BBC Two)
- Comic Relief Does Fame Academy (2007; CBBC)
- Escape from Scorpion Island (2007; BBC One)
- Big Brother's Big Mouth (2008; E4)
- I'm a Celebrity... Get Me out of Here! NOW! (2009-2010; ITV2)
- Gladiators (2009; Sky One)
- Something for the Weekend (2009; BBC Two)
- Dancing on Wheels (2009; BBC Three) - concorrente
- The Whole 19 Yards (2010; ITV)
- BRIT Awards: Backstage (2010; ITV2)
- The Xtra Factor (2011-2013; ITV2)
- The X Factor (2013; ITV) - backstage
- Viral Tap (2014; ITV2)
- Strictly Come Dancing (2014; BBC One) - concorrente
- Love Island (2015-in corso; ITV2)
- The X Factor (2015; ITV)
- Text Santa (2015; ITV)